# Jóhann Laxdal
Jóhann Laxdal (* 27. ledna 1990, Island) je islandský fotbalový obránce, který v současnosti působí v klubu Stjarnan. Je také islandským reprezentantem. Mimo Islandu působil v Norsku.
Jeho bratrem je fotbalista Daníel Laxdal.

## Reprezentační kariéra
Jóhann Laxdal hrál za islandské reprezentační výběry U17, U19 a U21.
V A-mužstvu Islandu debutoval 14. 8. 2013 v Reykjavíku v přátelském zápase proti Faerským ostrovům (výhra Islandu 1:0).